# Barbara Toruńczyk

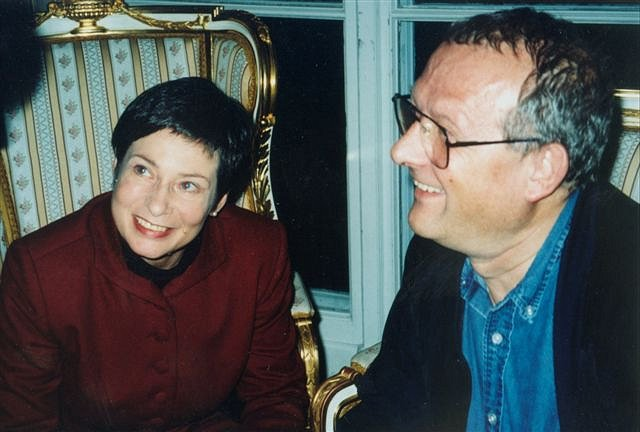
Barbara Toruńczyk z Adamem Michnikiem (Warszawa, 2004)

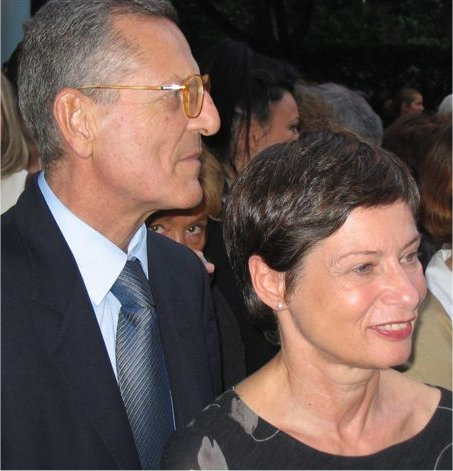
Roberto Salvadori i Barbara Toruńczyk (Warszawa, 2004)

Barbara Toruńczyk, ps. „Julia Juryńska” (ur. 26 września 1946 w Warszawie) – polska publicystka, eseistka, historyk literatury, działaczka opozycji demokratycznej w okresie PRL, wydawca, założycielka i wieloletnia redaktor naczelna kwartalnika „Zeszyty Literackie”.

## Życiorys
Córka Henryka (1909–1966) i Romany Toruńczyk (1915–2000), siostra Adama Henryka Toruńczyka. Studiowała socjologię na Wydziale Filozofii Uniwersytetu Warszawskiego (1964–1968), w 1974 została magistrem socjologii na Wydziale Filozofii Katolickiego Uniwersytetu Lubelskiego. W czasie studiów należała do kręgu „komandosów”, grupy kontestującej realia polityczne PRL.
W 1963 uczestniczyła w zebraniach Klubu Poszukiwaczy Sprzeczności zorganizowanego przez warszawskich członków ZMS. Brała udział w wydarzeniach marcowych w 1968, została w konsekwencji relegowana z uczelni, tymczasowo aresztowana i skazana na karę 2 lat pozbawienia wolności. Zwolnienie uzyskała w 1969. Kontynuowała działalność opozycyjną, m.in. wspierała rodziny więzionych działaczy Ruchu. Od 1976 współpracowała z Komitetem Obrony Robotników, następnie Komitetem Samoobrony Społecznej KOR i Towarzystwem Kursów Naukowych. Zaangażowana także w działalność drugiego obiegu jako autorka artykułów, redaktor i wydawca prasy niezależnej w Warszawie. W 1977 była współzałożycielką i sekretarzem redakcji almanachu literackiego „Zapis”. Była współpracowniczką „Biuletynu Informacyjnego KSS „KOR”” i „Krytyki” oraz członkinią redakcji periodyku „Res Publica”. W maju 1977 uczestniczyła w pierwszej zorganizowanej przez środowisko KOR-u głodówce w kościele św. Marcina w Warszawie.
W okresie wydarzeń sierpniowych w 1980 przyłączyła się do skierowanego do władz komunistycznych apelu 64 naukowców, literatów i publicystów o podjęcie dialogu ze strajkującymi robotnikami. Od tegoż roku przebywała we Francji. Była przedstawicielką Niezależnej Oficyny Wydawniczej NOWA w Europie Zachodniej i Stanach Zjednoczonych. Założyła wydawane początkowo w Paryżu „Zeszyty Literackie”, w 1982 objęła funkcję redaktora naczelnego tego kwartalnika. W czasie emigracji przygotowała m.in. serię wywiadów z dysydentami (Władimirem Bukowskim, Jiřím Ledererem, Jiřím Pelikánem, Aleksandrem Zinowjewem) dla takich pism jak „Krytyka”, „Res Publica” i „Aneks”. W latach 1986–1987 przebywała na stypendium The Mary Ingraham Bunting Institute Radcliff College w Stanach Zjednoczonych.
W 1992 powróciła do Polski, kontynuując pracę jako redaktor naczelna „Zeszytów Literackich”. W 2005 została prezesem Fundacji Zeszytów Literackich. Jest członkinią Polskiego PEN Clubu. Do sierpnia 2020 należała do Stowarzyszenia Pisarzy Polskich.
Jej mężem jest pisarz Roberto Salvadori.

## Odznaczenia i wyróżnienia
- Krzyż Komandorski Orderu Odrodzenia Polski (2006, za wybitne zasługi dla niepodległości Rzeczypospolitej Polskiej, za działalność na rzecz przemian demokratycznych w kraju)[8]
- Krzyż Oficerski Orderu Odrodzenia Polski (2003, za wybitne zasługi dla przemian demokratycznych w Polsce, za osiągnięcia w pracy literackiej i publicystycznej)[9]
- Krzyż Oficerski Orderu Sztuki i Literatury (2021, Francja)[10]
- Medal „Pro Publico Bono” im. Sabiny Nowickiej (2007)[11]
- Nagroda Edytorska Polskiego PEN Clubu (2003)[1]
- Nagroda Fundacji Jurzykowskiego (1995)[1]

## Wybrane publikacje
Publikacje książkowe
- Gdańsk 1980. Oczyma świadków (wybór i tłumaczenie), Polonia Book Fund, Londyn 1980, ISBN 0-902352-17-2.
- Narodowa Demokracja. Antologia myśli politycznej „Przeglądu Wszechpolskiego” (1895–1905), Niezależna Oficyna Wydawnicza, Warszawa 1981
- Bez tytułu, czyli zapiski redaktora [w:] Upór i trwanie. Wspomnienia o Zbigniewie Herbercie (praca zbiorowa), Wydawnictwo Dolnośląskie, Wrocław 2000, ISBN 83-7023-800-9.
- Epoka Miłosza, [w:] Czesław Miłosz in memoriam (praca zbiorowa), Znak, Kraków 2004, ISBN 83-240-0503-X.
- Jan Nowak Jeziorański. Głos wolnej Europy (współautorka z Wojciechem Karpińskim, Stefanem Kisielewskim i Adamem Michnikiem), Fundacja Zeszytów Literackich, Warszawa 2005, ISBN 83-60046-20-4).
- Rozmowy w Maisons-Laffitte, 1981 (wywiady z Jerzym Giedroyciem i Zofią Hertz), Fundacja Zeszytów Literackich, Warszawa 2006, ISBN 83-60046-70-0.
- Żywe cienie, Fundacja Zeszytów Literackich, Warszawa 2012, ISBN 978-83-60046-36-4.
- Z opowieści wschodnioeuropejskich, Fundacja Zeszytów Literackich, Warszawa 2013, ISBN 978-83-60046-76-0.
- Nitka Ariadny, Fundacja Zeszytów Literackich, Warszawa 2014, ISBN 978-83-64648-07-6.

Artykuły poświęcone współczesnej myśli politycznej
- Osobowość autorytarna: przegląd koncepcji, „Roczniki Filozoficzne KUL” (t. XXI) nr 2/1973.
- Nowa postawa człowieka tworzącego (jako Julia Juryńska), „Więź” nr 4/1976.
- Zła i dobra wola w polityce, „Więź” nr 6/1980.
- Spór o Europę Środkową (jako X.X.), „Zeszyty Literackie” nr 7/1984.
- O królach i duchach. Z opowieści wschodnioeuropejskich (przekład na jęz. ang., wł., węg.), „Zeszyty Literackie” nr 20/1987.

Prace redakcyjne
- Adam Michnik, Szanse polskiej demokracji, Instytut Literacki, Paryż 1984.
- Tomas Venclova, Rozmowa w zimie (redakcja; oprac. Stanisław Barańczak, przedmowa Iosif Brodski), „Zeszyty Literackie”, Paryż 1989.
- Iosif Brodski, Śpiew wahadła (redakcja), „Zeszyty Literackie”, Paryż 1989, ISBN 2-906253-04-9.
- Jerzy Stempowski, Listy (wybór i redakcja), Fundacja Zeszytów Literackich, Warszawa 2000, ISBN 83-911068-1-0.
- Zbigniew Herbert, Labirynt nad morzem (redakcja), Fundacja Zeszytów Literackich, Warszawa 2000, ISBN 83-911068-2-9.
- Zbigniew Herbert, Henryk Elzenberg, Korespondencja (redakcja i posłowie), Fundacja Zeszytów Literackich, Warszawa 2002, ISBN 83-911068-7-X.
- Zbigniew Herbert, Stanisław Barańczak, Korespondencja (1972–1996) (redakcja i posłowie), Fundacja Zeszytów Literackich, Warszawa 2005, ISBN 83-60046-25-5.
- Zbigniew Herbert, Czesław Miłosz, Korespondencja (redakcja), Fundacja Zeszytów Literackich, Warszawa 2006, ISBN 83-60046-75-1.
- Głosy Herberta (redakcja), Fundacja Zeszytów Literackich, Warszawa 2008, ISBN 978-83-60046-92-0.